# Centris decorata
Centris decorata är en biart som beskrevs av Smith 1854. Centris decorata ingår i släktet Centris och familjen långtungebin. Inga underarter finns listade.